# GameCube Controller
El GameCube Controller o control de GameCube es el control de videojuego estándar para la videoconsola doméstica GameCube, fabricado por Nintendo y lanzado en 2001. Como sucesor del Nintendo 64 Controller, es la progresión del diseño del control de Nintendo de muchas maneras. El polémico diseño en forma de M de su predecesor fue reemplazado por una forma de control de estilo de manillar más convencional; se agregó un segundo joystick analógico, reemplazando los botones C con un C-stick y se reintrodujeron los botones frontales X e Y, vistos por última vez en el SNES Controller; los botones laterales se cambiaron a gatillos analógicos híbridos. En 2002 se lanzó una variante inalámbrica del control de GameCube conocido como WaveBird.
Aunque muchos de los elementos del diseño único del control de GameCube no fueron adoptados por muchos gamepads gemelos futuros (como los gatillos analógicos sensibles a la presión y un diseño de botón frontal que enfatiza un botón sobre otros tres), algunos controles adoptaron su analógico plano adherido. El GameCube Controller siguió funcionando incluso más allá del ciclo de lanzamiento de su sistema, obteniendo diversos niveles de soporte de las consolas sucesoras de Nintendo.
Años después de la descontinuación de la consola GameCube, Nintendo relanzó oficialmente el control, con el lanzamiento internacional de la cuarta y quinta entrega de la serie Super Smash Bros., Super Smash Bros. for Wii  U y Super Smash Bros. Ultimate en 2014 y 2018 (Respectivamente), debido a la persistente popularidad del control de GameCube en la comunidad de Super Smash Bros. después del lanzamiento del aclamado Super Smash Bros. Melee en 2001.
El 2 de abril de 2025, durante el Nintendo Direct enfocado en Nintendo Switch 2, Nintendo anunció la llegada de videojuegos del catálogo de GameCube para el servicio de Nintendo Switch Online, junto con su lanzamiento, también se mostró el relanzamiento del control, pero esta vez de manera inalámbrica por medio de Bluetooth y contando con los mismos botones de los controles de Nintendo Switch 2 agregados en la parte superior; solo será posible adquirirse por medio de la tienda online de My Nintendo Store.

## Resumen

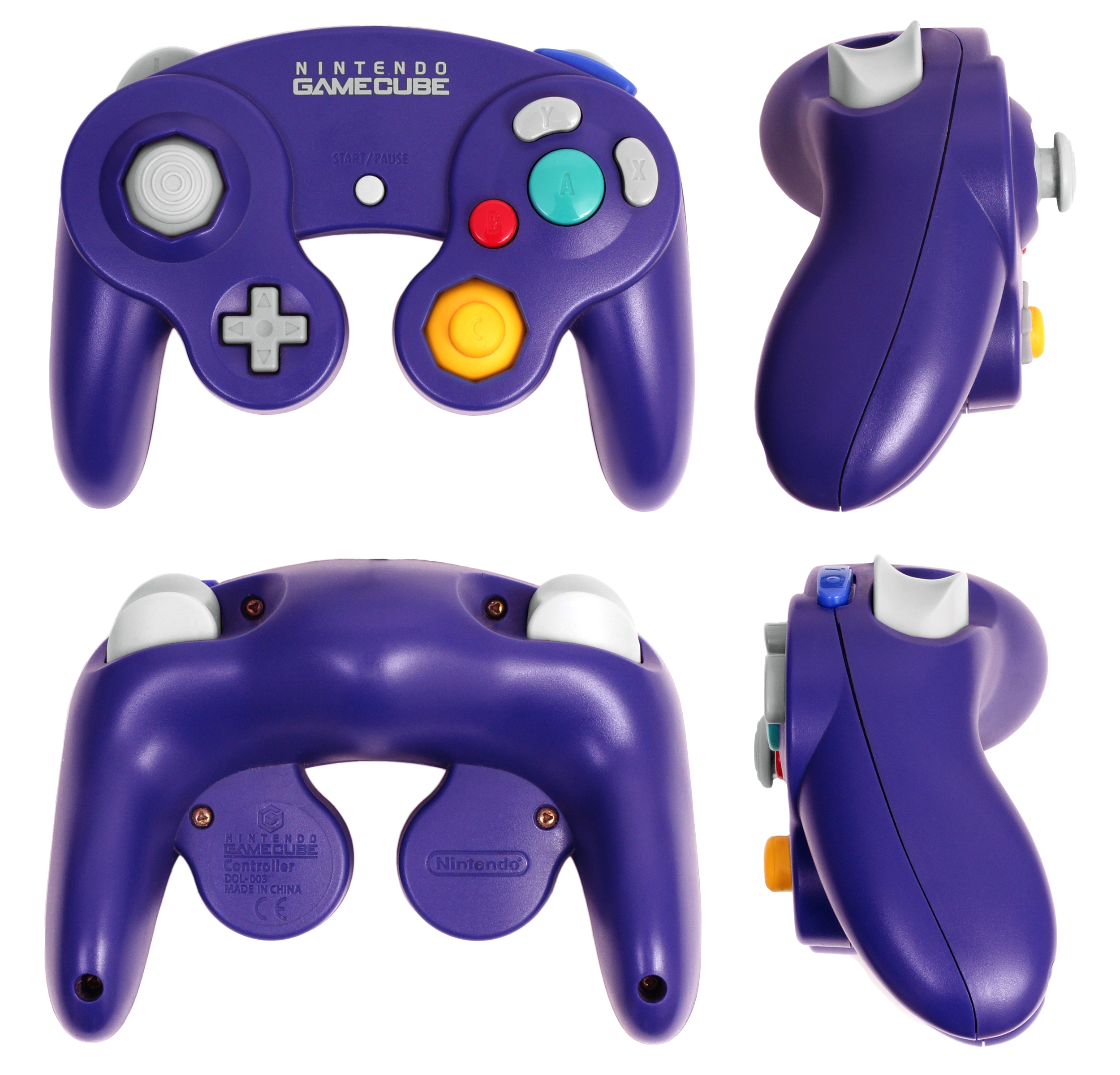
GameCube Controller índigo desde varios ángulos.

Lanzado junto con la consola Nintendo GameCube, el control estándar de GameCube tiene un diseño de empuñadura de ala. Este control se incluyó con todos los sistemas de GameCube nuevos a lo largo del ciclo de vida de la consola y también estaba disponible por separado. Se conecta a los puertos del control de la consola a través de un cable 2 m (2,2 yd).
El control estándar de GameCube proporciona retroalimentación háptica a través de un motor retumbante incorporado en lugar de utilizar un complemento externo Rumble Pak como el Nintendo 64 Controller. Además, a diferencia de su predecesor, no presenta ninguna capacidad de expansión.
El control presenta un total de seis botones digitales, dos sticks analógicos escalonados, un pad direccional y dos gatillos analógicos y digitales híbridos. El stick analógico principal está a la izquierda, con el D-pad debajo. Los cuatro botones frontales están en el lado derecho del control con un gran botón verde (A) en el centro, flanqueado por un botón rojo más pequeño (B) en la parte inferior izquierda y dos botones con forma de riñón a su derecha (X) y arriba (Y); debajo de los botones de la cara hay un C-stick amarillo. Un botón Start/Pause está ubicado en el medio del control. En los "hombros" del control hay dos gatillos analógicos sensibles a la presión marcados (L) y (R), así como un botón digital marcado (Z) que se sienta frente al gatillo R. Los gatillos L y R cuentan con capacidades analógicas y digitales: cada uno se comporta como un gatillo analógico típico hasta que se presiona por completo, momento en el cual el botón hace "clic" para registrar una señal de gatillo digital adicional. Este método sirve efectivamente para proporcionar dos funciones por botón sin tener que agregar dos botones físicos separados.

## Versiones

### Colores y diseños

#### Ediciones estándar
El control de GameCube se vendió en varios colores diferentes durante la vida útil de la consola. Los colores estándar incluían "índigo" (púrpura real oscuro), "negro azabache" y "platino" (plata), que se incluyeron con sus respectivas consolas GameCube de colores y se vendieron por separado en muchos países. Otros colores estándar que se vendieron por separado incluyen "Spice" (naranja), "Índigo/Clear" (tapa índigo con fondo translúcido transparente), "Azul esmeralda" (turquesa) y blanco; esos dos colores estuvieron disponibles exclusivamente en Japón.

#### Ediciones limitadas
Nintendo lanzó una serie de controles de edición limitada en Japón a través del Club Nintendo, que presentaban un esquema de color único y/o un logotipo en el centro. Los controles del Club Nintendo se podían comprar por 500 puntos cada uno y los diseños incluían "Mario" (parte superior roja y parte inferior azul), "Luigi" (tapa verde y fondo azul), "Wario" (parte superior amarilla y parte inferior morada) y un control "Club Nintendo" (parte superior blanca y parte inferior azul claro). El diseño de "Mario" también estuvo disponible en cantidades limitadas a través del Stars Catalogue europeo por 5000 puntos.
Se lanzaron varias consolas GameCube de edición limitada que incluían controles del mismo color que tuviera la consola. Los colores lanzados en Japón incluyen "Starlight Gold", "Crystal White", "Symphonic Green" (verde menta), "Hanshin Tigers" (negro con el logotipo de Hanshin Tigers), "Gundam Copper" (rojo de dos tonos con el logotipo de Gundam), y "Transparente", que se encuentra en el paquete "Enjoy Plus Pack +". Los colores "Symphonic Green" y "Crystal White" también se lanzaron en Europa, aunque este último pasó a llamarse "Pearl White" y se incluyó con Mario Smash Football. Un control de Resident Evil 4 (parte superior plateada y parte inferior negra con logotipo) estaba disponible en Europa como parte de un paquete de consola de edición limitada de Resident Evil 4. El Panasonic Q, un reproductor híbrido de GameCube/DVD exclusivo de Japón, vino incluido con una versión gris del control con la marca Panasonic. El controlador tiene el logotipo de Panasonic en lugar del texto de Nintendo GameCube.

### WaveBird Wireless Controller

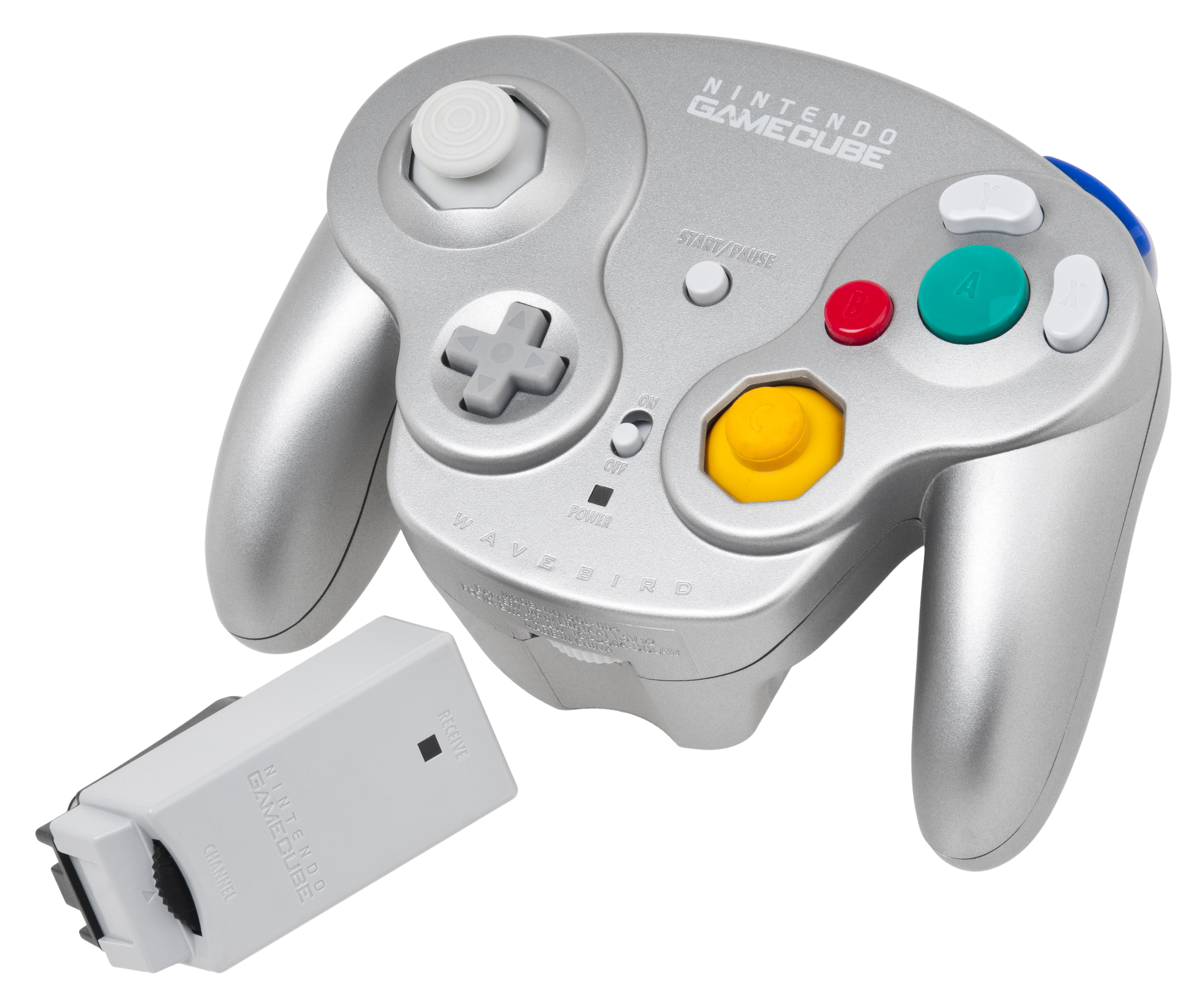
WaveBird platino con su módulo receptor por medio de frecuencia de radio.

El WaveBird Wireless Controller, lanzado en 2002, es un control inalámbrico basado en frecuencia de radio basado en el mismo diseño que el control estándar. Se comunica con la consola GameCube de forma inalámbrica a través de un dongle receptor conectado a uno de sus puertos de control. Está alimentado por dos pilas AA. Como medida de conservación de energía, WaveBird carece de la función de vibración del controlador estándar. El WaveBird vino en dos colores, gris y plateado (platino).

### LodgeNet Controller

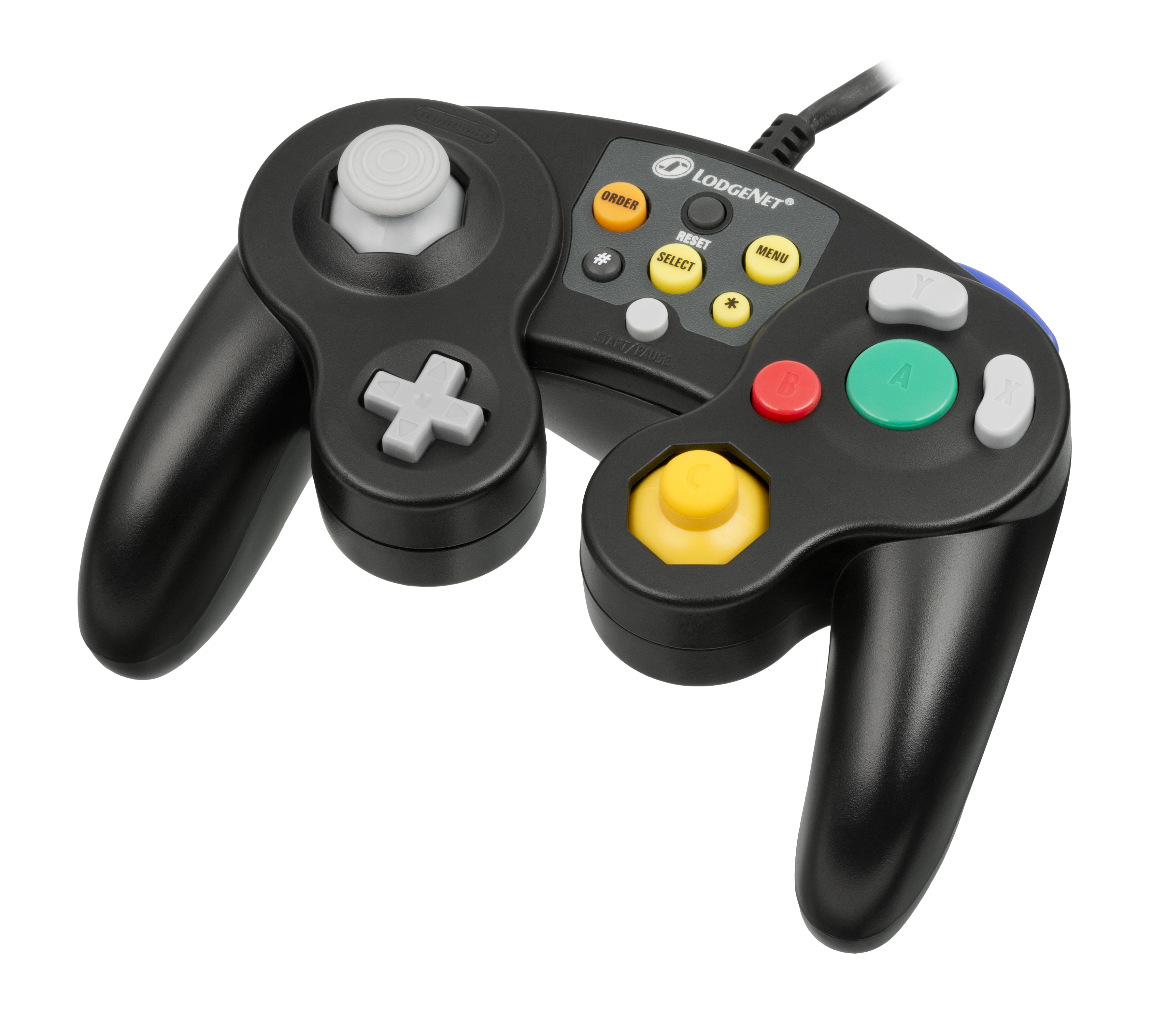
El control LodgeNet de GameCube,

Se creó una variante especialmente diseñada del control de GameCube para LodgeNet en algunos hoteles de América del Norte. El control se podía usar para el acceso de pago por juego para seleccionar videojuegos de GameCube. Además de las entradas estándar del control GameCube, el control LodgeNet también incluye seis botones adicionales que se utilizan para controlar la interfaz de selección de juegos en pantalla. El control no se puede usar en el hardware normal de GameCube.

## Desarrollo
El control de Nintendo 64 recibió impresiones mixtas, siendo elogiado por estandarizar los controles para el movimiento 3D con su palanca analógica y por su cómodo diseño, pero ridiculizado por su volumen y diseño general. Shigeru Miyamoto diseñó el control de GameCube en un lapso de al menos tres años, el más largo que había pasado en cualquier control en ese momento, con el objetivo de acomodar a la mayor cantidad de personas posible, independientemente de su edad, el tamaño de sus manos, y si tienen alguna experiencia en jugar videojuegos con un gamepad. El controlador había visto al menos cuatro o cinco versiones durante su ciclo de desarrollo, y cada compilación sería radicalmente diferente mensualmente, conteniendo nuevas ideas y descartando las viejas.

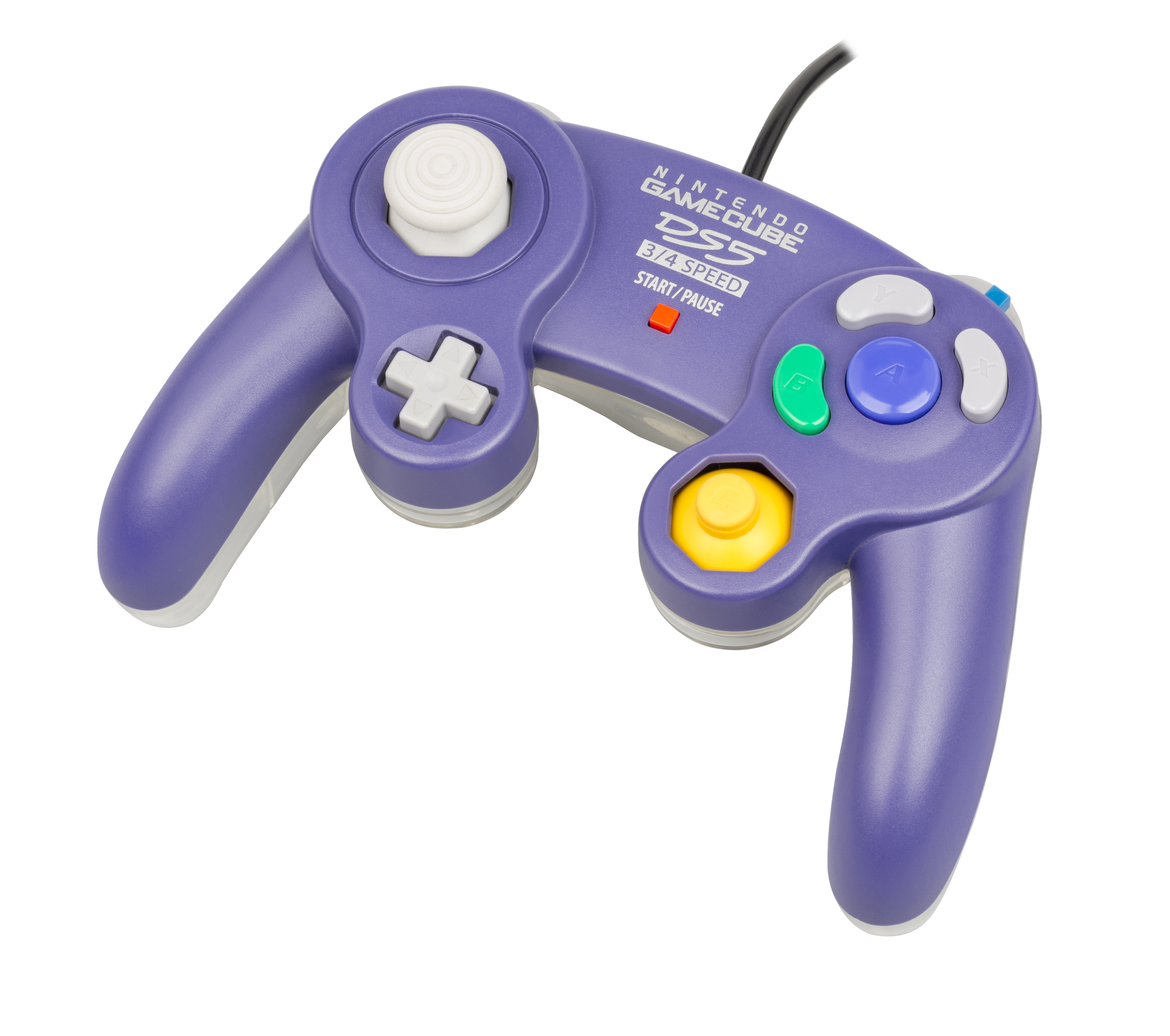
Control prototipo de GameCube que se incluyó con el sistema de desarrollo.

La primera idea de Miyamoto fue rediseñar los cuatro botones frontales colocados en rombos del control, un estándar que había establecido cuando diseñó el SNES Controller. El botón verde A se hizo el más grande para darle al titular la idea de que realiza la función principal. Ese botón estaría rodeado por un botón rojo más pequeño B a la izquierda y dos botones incoloros en forma de riñón Y y X arriba y a la derecha, respectivamente. El botón B inicialmente también tenía forma de riñón antes de convertirse en un círculo. Según Ashida Kenichiro, uno de los diseñadores de hardware de la consola GameCube, el control estaba destinado a ser intuitivo hasta el punto en que el jugador olvidaría que lo estaba sosteniendo, pero lograrlo y agregar muchas funciones resultó difícil. A medida que los videojuegos hacían la transición a gráficos en 3D, Nintendo debatió si el control ya necesitaba un D-pad. Al final, decidieron mantenerlo en la parte inferior derecha del stick analógico principal. También decidieron reemplazar los cuatro botones C con un segundo stick analógico y lo colocaron en la parte inferior izquierda de los botones frontales. Los pulgares del jugador estaban destinados a descansar de forma natural sobre el stick analógico principal y el botón A, desde donde el jugador puede moverlos en un arco hacia abajo para alcanzar el D-pad y el stick secundario.
El control de GameCube se lanzó junto a la consola en Japón el 14 de septiembre de 2001; en América del Norte el 18 de noviembre; en Europa el 3 de mayo de 2002; y en Australia el 17 de mayo. Se puso a disposición en numerosos colores para impulsar sus ventas, siguiendo el mismo camino que la Nintendo 64 debido al rendimiento mejorado de esta última.

## Disponibilidad
Si bien los controles de GameCube de terceros sin licencia han estado en el mercado, han sido criticados por estar fabricados generalmente con productos de menor calidad que los controles de GameCube oficiales de Nintendo. Los controles oficiales se han vuelto escasos en los minoristas, ya que comenzó una mayor demanda del control debido a la retrocompatibilidad de Wii con los videojuegos de GameCube y al hecho de que varios juegos de Wii admiten el control como método principal de juego. En respuesta a la popularidad recuperada, Nintendo relanzó el control de GameCube. Estos modelos relanzados del control tienen un cable 3 m (3,3 yd), más largo que el cable 2 m (2,2 yd) de los modelos originales. Estos modelos relanzados también carecen de las abrazaderas de metal insertadas dentro de los gatillos del control para ayudar a empujar los gatillos hacia abajo, algo que sí tienen los controles de GameCube originales fabricados entre 2001 y 2007.

### Control blanco
En abril de 2008, Nintendo lanzó un control de GameCube blanco, exclusivo para Japón. El control no se lanzó fuera de Japón, pero minoristas en línea como Amazon y Play-Asia importaron y vendieron el controlador a nivel internacional. Se diferencia de las ediciones anteriores en que presenta un cable blanco de 3 m (3,3 yd) de largo, en lugar del cable negro 2 m (2,2 yd) que se usa en los controles estándar. Este modelo también carece de las abrazaderas de metal insertadas dentro de los gatillos L y R. En 2014, la producción de fabricación del control blanco se reanudó bajo la marca Super Smash Bros., nuevamente exclusivamente para Japón.

### Producción continua del control de platino
Nintendo of America continuó vendiendo controles de platino con cable hasta principios de 2012 en América del Norte, pero desde entonces cesó la producción.

### ControlSuper Smash Bros. for Wii U Edition
El control de la edición Super Smash Bros. se lanzó en 2014, junto con el lanzamiento de Super Smash Bros. for Wii U.  El control presenta un logotipo de "Super Smash Bros." plateado metálico rodeado de llamas en lugar del logotipo de Nintendo GameCube. Llegó en color negro en todo el mundo, aunque se lanzó una versión en blanco en Japón. El control tiene la misma longitud de cable que el relanzamiento de 2008 y también carece de las abrazaderas de metal insertadas dentro de los gatillos. Junto con el lanzamiento del control, Nintendo lanzó un adaptador de control de GameCube para Wii U. El adaptador admite cuatro controles de GameCube y todos los controles originales (Incluyendo el WaveBird) son compatibles con el adaptador. Se puede conectar un segundo adaptador a una consola, lo que permite que hasta ocho jugadores usen un control de GameCube. El adaptador es oficialmente compatible solo con Super Smash Bros. for Wii U y no es compatible con ningún otro software de Wii U. Además, el adaptador tampoco es compatible con el software de Wii que se ejecuta en Wii U.

### ControlSuper Smash Bros. Ultimate Edition
Durante el E3 2018, Nintendo confirmó que volvería a distribuir el control negro de GameCube para usarlo con Super Smash Bros. Ultimate para Nintendo Switch, ya que el juego admite oficialmente el controlador (Aunque solo en modo acoplado, aunque todavía es posible jugar en modo de sobremesa a través de un adaptador) como sus predecesores de Wii y Wii U. El control tiene la misma longitud de cable que los relanzamientos de 2008 y 2014 y también carece de las abrazaderas de metal insertadas dentro de los gatillos.  El control reeditado se lanzó el 2 de noviembre de 2018 y presenta una variante simplificada del diseño del emblema "Super Smash Bros.". El mismo día, Nintendo también relanzó el adaptador de control USB de GameCube oficial, con una marca genérica de Nintendo en relieve a diferencia de la primera edición que presenta el logotipo de Wii U. El adaptador de Wii U lanzado en 2014 también funciona en Nintendo Switch. En Nintendo Switch en sí y sus juegos son capaces de admitir el control de GameCube tanto en modo acoplado como portátil después de una actualización del sistema emitida en octubre de 2017. Aunque los controles de GameCube ahora son compatibles a partir de la actualización de firmware 4.0, La Nintendo Switch los reconoce como controles genéricos. Sin embargo, debido a la falta de un botón menos, el botón ZL, los sticks analógicos en los que se puede hacer clic y los sensores de movimiento, los jugadores pueden tener problemas para jugar los videojuegos que usen estas funciones con un control de GameCube. Este adaptador también es compatible con versiones anteriores de Wii U, pero al igual que con el adaptador de Wii U, solo es compatible con Super Smash Bros. for Wii U y no es compatible con ningún otro juego y software de Wii U, incluso con versiones anteriores compatibles con la Wii en la consola.

## Uso en consolas posteriores

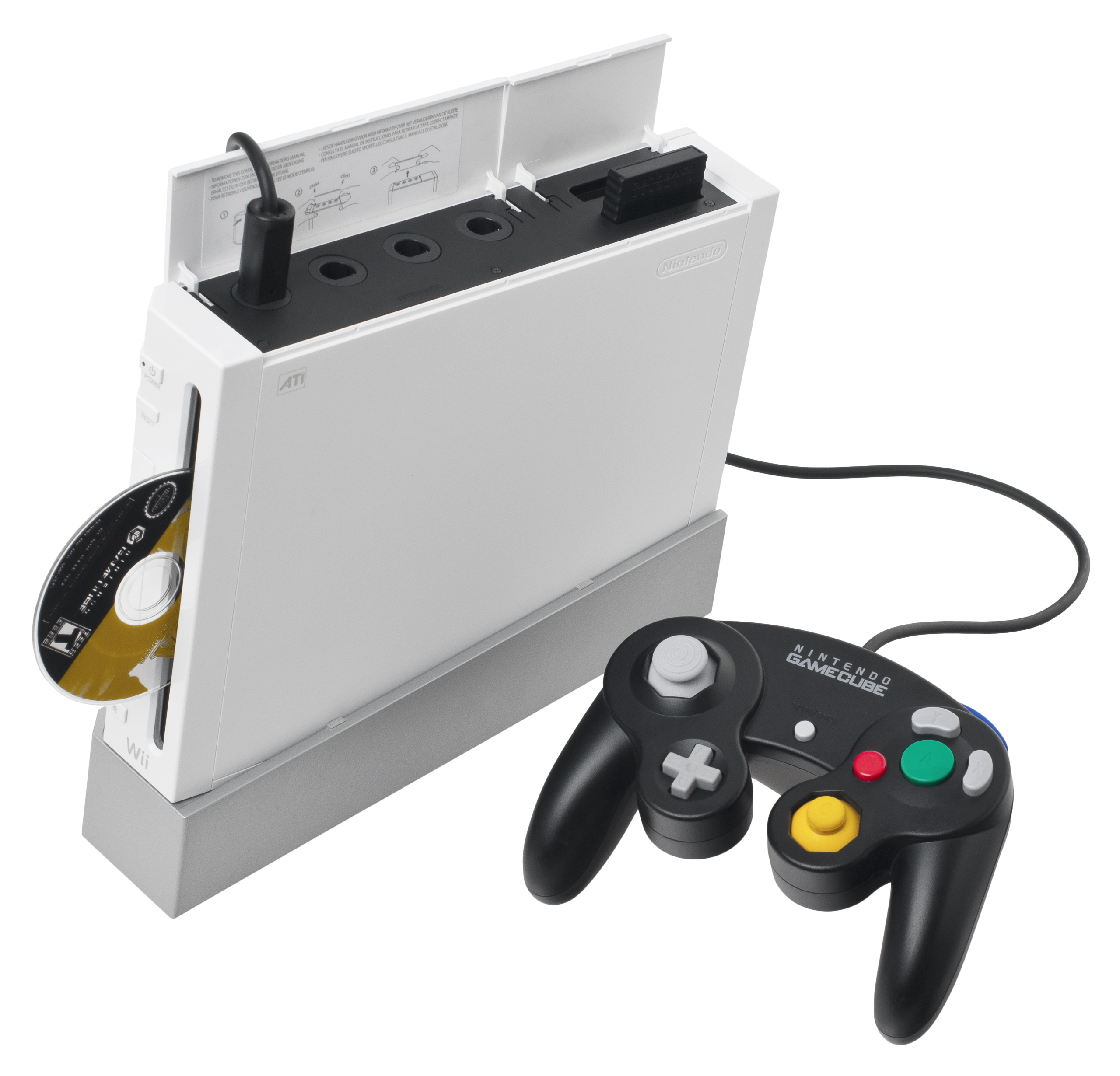
GameCube Controller conectado a una Wii

Debido a la capacidad de Wii para usar la entrada del control de GameCube, todos los controles oficiales de GameCube se pueden usar en Wii. El software de GameCube que se juega en la Wii requiere el uso de un control de GameCube obligatorio. El software de Wii se puede programar para hacer un uso completo de los controles de GameCube. Casi todos los juegos de la Consola virtual y ciertos juegos de la Wii y WiiWare han sido diseñados para admitir controles de GameCube como entrada. Sin embargo, algunos modelos posteriores de Wii, como Wii Family Edition y Wii Mini, carecen de soporte para el software y los accesorios de GameCube.
Aunque la consola posterior, la Wii U, omite la compatibilidad con el software y el hardware de GameCube, Nintendo anunció que se lanzaría un adaptador oficial que permite el uso de hasta cuatro controles de GameCube en la Wii U a través un adaptador con conexión USB. Aunque su lista de productos inicial indicaba que sería compatible con cualquier juego de Wii U compatible con el Wii U Pro Controller, desde entonces, Nintendo corrigió la lista, indicando que el adaptador solo se puede usar con Super Smash Bros. para Wii U y no sería compatible con otros juegos o Software de Wii U. El adaptador se lanzó junto con el juego en noviembre de 2014, por separado y como parte de un paquete con el juego.
La compatibilidad con el adaptador USB en Nintendo Switch se introdujo a través de su actualización de firmware 4.0. Aunque el Switch en sí solo lo admite en modo acoplado, existen accesorios de terceros que le permiten conectarse en modo de sobremesa. A diferencia de Wii U, el control de GameCube es compatible con cualquier juego, aunque Switch lo reconoce como un Nintendo Switch Pro Controller genérico y la funcionalidad puede verse afectada si un juego utiliza botones que no se encuentran en el control de GameCube. Super Smash Bros. Ultimate, Super Mario 3D All-Stars y Grid Autosport se encuentran entre los únicos videojuegos de Nintendo Switch que los reconocen como un control de GameCube en el juego.

### Replicaciones

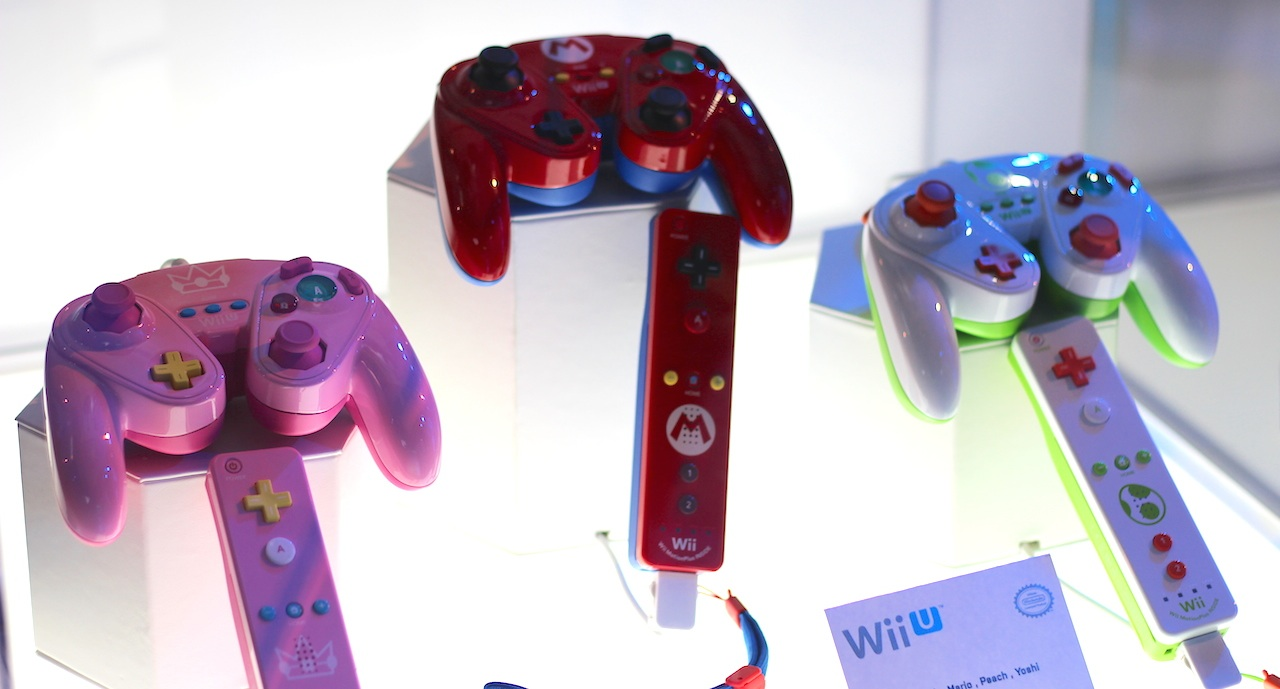
Serie "Wired Fight Pad" de PDP para Wii y Wii U, que imita el diseño y la disposición del controlador de GameCube

El fabricante de accesorios Performance Design Products (PDP) comenzó a lanzar una línea de controles "Wired Fight Pad" con licencia oficial para Wii y Wii U en 2014, con esquemas de color basados en varios personajes de Nintendo. Se basan en el diseño y la disposición del control de GameCube, pero se conectan a través del puerto de expansión del control remoto de Wii y actúan de manera idéntica a un Wii Classic Controller (por lo tanto, son compatibles con cualquier juego de Wii y Wii U que sea compatible con Wii Classic Controller, pero no los juegos de GameCube). Para proporcionar paridad con el Wii Classic Controller, estos controladores cuentan con botones laterales dobles, así como los botones "+", "−" y "🏠︎" estándar en los controles de Wii. El C-stick más pequeño también se reemplaza por un stick analógico más estándar. Hori lanzó una línea de productos similar conocida como "Battle Pad". A diferencia de PDP, los controles de Hori se ven idénticos a los controles reales de GameCube y también incluyen las mismas características de los controles de PDP. Tanto el PDP "Wired Fight Pad" como el Hori "Battle Pad" funcionan en NES Classic Edition y SNES Classic Edition.
Anticipándose al lanzamiento de Super Smash Bros. Ultimate, tanto Hori como PDP dieron a conocer réplicas similares a los gamepads USB para Nintendo Switch, ambos con licencia oficial de Nintendo. Al igual que con sus contrapartes de Wii U, mantienen diseños y apariencia similares a los controladores estándar de GameCube, pero actualizados para incluir botones laterales dobles (L, R, ZL y ZR) y botones del sistema Switch (🏠︎ y O).
PowerA lanzó un Nintendo Switch Pro Controller con el diseño del control de GameCube pero con entradas adicionales estándar en los controles de Nintendo Switch y con giroscopio integrado en la versión inalámbrica, lo que permite usarlo en todos los juegos de la consola. Este control tiene licencia oficial de Nintendo y está disponible de forma inalámbrica y con cable. La consola y la gran mayoría de juegos lo detectan como un Nintendo Switch Pro Controller hecho por terceros.

## Cuestiones legales
Anascape Ltd, una empresa con sede en Texas, presentó una demanda contra Nintendo por infracción de patentes con respecto a muchos de los controles de Nintendo. Un veredicto de julio de 2008 encontró que se emitiría una prohibición que impediría que Nintendo vendiera los controles regulares de GameCube y WaveBird en los Estados Unidos. Nintendo era libre de continuar vendiendo los controladores en espera de una apelación ante el Tribunal de Apelaciones del Circuito Federal de los Estados Unidos. El 13 de abril de 2010, Nintendo ganó la apelación y se revocó la decisión judicial anterior.